# Rue Furgole
La rue Furgole (en occitan : carrièra Joan Baptista Furgòla) est une voie de Toulouse, chef-lieu de la région Occitanie, dans le Midi de la France.

## Situation et accès

### Description
La rue Furgole est une voie publique. Elle se situe au cœur du quartier Saint-Étienne.
La chaussée compte une seule voie de circulation automobile en sens unique, de la rue Théodore-Ozenne vers la rue Antoine-Darquier. Elle appartient à une zone de rencontre et la vitesse y est limitée à 20 km/h. Il n'existe pas de bande, ni de piste cyclable, quoiqu'elle soit à double-sens cyclable.

### Voies rencontrées
La rue Furgole rencontre les voies suivantes, dans l'ordre des numéros croissants (« g » indique que la rue se situe à gauche, « d » à droite) :
1. Rue Antoine-Darquier
2. Place des Hauts-Murats (d)
3. Rue des Coffres (g)
4. Rue Sesquières (g)
5. Rue Théodore-Ozenne

## Odonymie
Le nom de la rue lui vient de Jean-Baptiste Furgole, né en 1690 à Castelferrus, avocat au parlement de Toulouse, professeur de droit à l'université et capitoul en 1754. Jurisconsulte réputé, il publia un important ouvrage sur le droit de l'héritage. Il mourut dans son hôtel à l'angle de la rue des Coffres (actuel no 1). Son fils, Pierre-François Furgole, juge et professeur de droit, y vécut également,.
Au Moyen Âge, au moins dès le XIVe siècle, la rue portait le nom de rue de la Sénéchaussée ou du Sénéchal, à cause de l'hôtel de la Sénéchaussée qui s'y trouvait depuis la fin du XIIIe siècle. Au XVIIe siècle, après le déplacement de la sénéchaussée dans son nouvel hôtel au nord de la ville, la rue prit le nom de rue du Casque, car on y trouvait une auberge à l'enseigne du Casque. En 1794, pendant la Révolution française, la rue fut pour quelques mois désignée comme la rue Affranchie, à cause de la proximité des prisons de la Sénéchaussée et de la prison des Hauts-Murats. En 1850, elle prit le nom, dans sa première partie, de rue Furgole et, dans sa deuxième partie, de rue de Laviguerie, en souvenir du jurisconsulte Bernard Lapomarède de Laviguerie, avocat, professeur de droit, capitoul en 1741 et chef du consistoire en 1752 qui habitait un hôtel de cette rue (ancien no 9 bis, emporté lors du percement de la rue Théodore-Ozenne). En 1948, le nom de Furgole fut donné à l'ensemble des deux rues Furgole et de Laviguerie.

## Histoire
En mars 1871, le n° 1 de la rue abrite le bureau de recrutement de la légion levée par le baron de Charette pour combattre les hommes et les femmes insurgées de la Commune de Paris.

## Patrimoine et lieux d'intérêt

### Église du Gésu
- emplacement de l'hôtel de la sénéchaussée de Toulouse ; église du Gésu.  Inscrit MH (1994, église, ainsi que les vitraux et le décor intérieur)[7].

### Hôtels particuliers et immeubles
- no  1 : hôtel de Lézèque ou Furgole ; annexe de l'Institut national polytechnique de Toulouse (INP). 
L'hôtel, qui s'élève sur deux étages carrés avec comble à surcroît, est probablement construit au début du XVIIe siècle : c'est de cette époque que date l'oculus de style Renaissance tardive dont l'encadrement en pierre est sculpté. La façade est complètement remaniée au XVIIIe siècle et les fenêtres du 1er étage sont dotées de garde-corps en fer forgé à motifs géométriques[8].

- no  3 : immeuble en corondage. 
L'immeuble, construit au XVIIe siècle, s'élève à l'angle de la rue des Coffres. Le rez-de-chaussée est maçonné en brique. La porte, couronnée d'une corniche, est surmontée d'un oculus, orné d'une grille en fer forgé. Aux étages, le pan de bois est masqué par l'enduit[9].

- no  6 : emplacement de la salle du Jardin Royal ou salle Belcastel ; clinique Saint-Michel, puis foyer d'hébergement de l'association Saint-Michel. 
La salle du Jardin Royal, salle de concerts et de conférences, est construite en 1886 par l'architecte Étienne Gazagne, entre la rue Furgole et la rue Théodore-Ozenne (actuel no 26). Elle présentait sur la rue une façade de style néoclassique, rythmée par des pilastres à chapiteaux doriques, soutenant une frise ornée de glyphes et surmontée d'une corniche à modillons. Elle est inaugurée à l'occasion du Ve Congrès eucharistique international, qui se tient du 20 au 24 juin, avec le soutien de l'ancien sénateur Gabriel de Belcastel, figure majeure du monarchisme légitimiste et du catholicisme ultramontain à Toulouse. En 1938, la salle du Jardin Royal devient le Théâtre du Jardin Royal, dirigé par Paul de Max[10]. Les bâtiments sont complètement réaménagés en 1962 par les architectes Arnaud Bernadot et Pierre Delfaud au profit de la clinique Saint-Michel, devenue foyer d'hébergement de l'association Saint-Michel[11]. Il abrite depuis 2005 le Foyer Saint-Michel, ouvert aux étudiantes et géré par les Dominicaines de Notre-Dame du Rosaire de Monteils[12].

- no  8 : immeuble (1924)[13].

- no  9 : immeuble. 
L'immeuble est construit à la limite entre le XVIe et XVIIe siècles, puis est réaménagé dans le style classique au XVIIIe siècle. Il s'élève sur deux étages carrés et un étage de comble à surcroît percé de mirandes. Il conserve cependant une fenêtre à meneau vertical en pierre, de style Renaissance, sculpté d'ornements végétaux et géométriques et d'une tête de femme[14].

- ancien no  12 : emplacement de l'auberge du Casque (XVIe siècle), puis de l'hôtellerie du Faucon (XVIIe siècle).

## Personnalité
- Bernard Lapomarède de Laviguerie (vers 1699-1774) : avocat, capitoul en 1740, chef du consistoire en 1752, il vécut dans l'hôtel particulier que possédait sa famille au no 9 bis, largement démoli à la suite du percement de la rue Théodore-Ozenne[15],[16].